# Fakéna
Fakéna est un village situé dans le département de Ouarkoye de la province du Mouhoun au Burkina Faso.

## Éducation et santé
La commune accueille un centre de santé et de promotion sociale (CSPS).